# Lưu Quang Hợi
Lưu Quang Hợi (sinh năm 1956) là một Thiếu tướng Công an nhân dân Việt Nam. Ông nguyên là Phó Bí thư Đảng ủy, Phó Giám đốc Công an thành phố Hà Nội.

## Thân thế sự nghiệp
Lưu Quang Hợi quê quán ở Tân Đức, thành phố Việt Trì, tỉnh Phú Thọ.
Ngày 28 tháng 11 năm 2017, Lưu Quang Hợi được trao quyết định nghỉ hưu theo chế độ nhà nước Việt Nam.